# GTFO (chanson)
Singles de Mariah Carey
The Star
(19 octobre 2017) With You
(4 Octobre 2018)
GTFO  (Get The Fuck Out) est une chanson de la chanteuse Mariah Carey, sortie le 13 septembre 2018. Elle est écrite par Mariah Carey, Bibi Bourelly, Porter Robinson, Jordan Manswell, Nineteen85 et composée par Nineteen85, Jordon Manswell. Elle contient un échantillon du morceau "Goodbye to a World" de Porter Robinson, parue en 2014,.
Elle est le premier single extrait de son 15e opus Caution.
La chanson arrive à la 19e meilleure meilleure place du Hot R&B/Hip-Hop Songs.

## Composition
GTFO est un titre RnB, qui parle de rupture. Elle contient un échantillon du morceau "Goodbye to a World" de Porter Robinson, parue en 2014,.

## Accueil
La chanson reçoit d'excellentes critiques,.

## Track listing
Digital download
1. "GTFO" – 3:27

## Clip vidéo
Le vidéoclip est réalisé par Sarah McColgan,. Il y dévoile Mariah en train de chanter toute seule dans une maison, en plein milieu de la nuit.
Mariah Carey GTFO Vidéo Officielle Youtube.com

## Classement hebdomadaire
| Chart (2018)                                     | Peak position |
| ------------------------------------------------ | ------------- |
| France (SNEP)                                    | 98            |
| Grèce (Billboard)                                | 5             |
| Hongrie (Rádiós Top 40)                          | 13            |
| Espagne (PROMUSICAE)                             | 6             |
| Royaume-Uni (UK Singles Chart)                   | 74            |
| US R&B Songs (Billboard)                         | 23            |
| US R&B/Hip-Hop Digital Singles Sales (Billboard) | 19            |